# Молсворт, Ричард
Ричард Молсворт, 3-й виконт Молсворт Суордский в графстве Дублин (англ. Richard Molesworth, 3rd Viscount Molesworth of Swords, co. Dublin; 1680, Дублин, Ирландия — 12 октября 1758) — британский политик и военачальник ирландского происхождения, фельдмаршал (29 ноября 1757 года).

## Военная карьера
Ричард Молсворт родился в семье Роберта Молсворта, 1-го виконта Молсворта Суордского (7 сентября 1656-22 мая 1725) и Летиции Кут (ум. 17 марта 1729), дочери майора Ричарда Кута, 1-го лорда Кута, барона Колуни (1620-10 июля 1683) и Мэри Сент Джордж (ум. 5 ноября 1701).
В 1702 году Молсворт поступил на службу в полк графа Оркни (Orkney’s Regiment), в составе полка участвовал в Гохштедтском сражении (13 августа 1704 года). Получил 22 мая 1706 года назначение адъютантом герцога Мальборо; во время сражения при Рамильи (23 мая 1706 года) во время стычки с конным отрядом французов молодой драгун (ирландец) Патрик Молэз О’Миган застрелил лошадь герцога и тот упал. Молсворт спас жизнь Мальборо и не дал тем самым возможности французам взять его в плен.
В 1707 году назначен командиром полка Coldstream Guards. Участвовал в снятии осады Брюсселя и в битве при Мальплаке (11 сентября 1709 года). В 1710 году Молсворт получил чин полковника и во главе своего полка начал службу в Каталонии. Сражался в составе войск герцога Аргайла и графа Штаремберга; принимал участие во многих сражениях на Пиренейском полуострове. В 1711 году оставил службу в армии с целью получения образования.
В 1714 году назначен лейтенант-фельдцейхмейстером в Ирландии (Lieutenant of the Ordnance in Ireland), позже стал членом Палаты общин Ирландии от Суорда (с 1715 по 1726). В 1715 году сформировал драгунский полк, с которым участвовал в подавлении восстания якобитов 1715 года (сражение при Престоне).
Как и его отец, виконт испытывал значительные финансовые затруднения в связи с крахом South Sea Company в 1720 году.
В 1751 году назначен на пост Главнокомандующего в Ирландии (Commander-in-Chief, Ireland).
Состоял почетным полковником 5-го (5th Regiment of Dragoons) (c июня 1737) и 9-го драгунских полков (9th Regiment of Dragoons).

## Семья
Виконт был женат дважды. Первый раз он женился на Джейн Лукас (Jane Lucas); имел одного ребенка — дочь Мэри, которая после замужества (муж — Роберт Рокфорт, 1-й граф Бельведэрский) носила титул графини Бельведэрской (Countess Belvedere).
Во второй раз Молсворт женился на Мэри Дженни Ашер (Mary Jenney Usher); имел пятерых детей — Генриетту (ум. в 1813), Мелосину (погибла 6 мая 1763 во время пожара в лондонском доме Молсвортов вместе с матерью и сестрой Мэри), Мэри (погибла 6 мая 1763 во время пожара в лондонском доме Молсвортов вместе с матерью и сестрой Мелосиной), Луизу (23 октября 1749-1 сентября 1824) и единственного сына Ричарда Нассау (4 ноября 1748-23 июня 1793), наследовавшего титул виконта.